# Kees de Boer (voetballer)
Kees Cornelis Henricus de Boer (Amsterdam, 13 mei 2000) is een Nederlands voetballer die als middenvelder speelt.

## Carrière
Kees de Boer speelde in de jeugd van FC Volendam, Ajax en Swansea City. Hij debuteerde voor Swansea City op 13 augustus 2019, tijdens een met 3-1 gewonnen thuiswedstrijd tegen Northampton Town in het toernooi op de League Cup. De Boer kwam in de 90e minuut in het veld voor Yan Dhanda. Nadat zijn contract bij Swansea niet werd verlengd maakte hij in juni 2020 de overstap naar ADO Den Haag waar hij een tweejarig contract tekende. De middenvelder maakte zijn competitiedebuut namens de Residentieclub op 13 september 2020 in een met 2-0 verloren uitwedstrijd bij Heracles Almelo. Na afloop van een desastreus seizoen waarin ADO Den Haag als laatste eindigde in de Eredivisie, maakte De Boer gebruik van een ontsnappingsclausule in zijn contract waardoor hij na de degradatie zijn contract tot 2022 voortijdig kon ontbinden. Op 6 juli 2021 tekende hij een contract voor twee seizoenen met een optie voor één extra seizoen bij mededegradant VVV-Venlo. In het openingsduel van het seizoen 2022/23, op 5 augustus 2022, maakte De Boer tegen Almere City zijn eerste profdoelpunt en opende daarmee de score in het met 3-0 gewonnen thuisduel. De middenvelder was een van de tien spelers van wie VVV na afloop van het seizoen 2022/23 het contract niet verlengde. In september 2023 vertrok De Boer naar Italië, waar hij een eenjarig contract tekende bij Ternana Calcio met een optie voor een extra seizoen.

### Statistieken
| Seizoen                                | Club           | Competitie     | Competitie | Competitie | Beker | Beker | Overig1 | Overig1 | Totaal | Totaal |
| Seizoen                                | Club           | Competitie     | Wed.       | Dlp.       | Wed.  | Dlp.  | Wed.    | Dlp.    | Wed.   | Dlp.   |
| -------------------------------------- | -------------- | -------------- | ---------- | ---------- | ----- | ----- | ------- | ------- | ------ | ------ |
| 2019/20                                | Swansea City   | Championship   | 0          | 0          | 0     | 0     | 1       | 0       | 1      | 0      |
| 2020/21                                | ADO Den Haag   | Eredivisie     | 20         | 0          | 1     | 0     | —       | —       | 21     | 0      |
| 2021/22                                | VVV-Venlo      | Eerste divisie | 32         | 0          | 1     | 0     | —       | —       | 33     | 0      |
| 2022/23                                | VVV-Venlo      | Eerste divisie | 35         | 6          | 1     | 0     | 4       | 0       | 40     | 6      |
| 2023/24                                | Ternana Calcio | Serie B        | 25         | 0          | 0     | 0     | —       | —       | 25     | 0      |
| 2024/25                                | Ternana Calcio | Serie C        | 24         | 1          | 0     | 0     | 1       | 0       | 25     | 1      |
| Carrièretotaal                         | Carrièretotaal | Carrièretotaal | 135        | 7          | 3     | 0     | 6       | 0       | 144    | 7      |
| Bijgewerkt tot en met 14 februari 2025 |                |                |            |            |       |       |         |         |        |        |

1Overige officiële wedstrijden, te weten Coppa Italia Serie C, League Cup en play-off.

## Interlandcarrière

### Nederland onder 15
Op 10 februari 2015 debuteerde De Boer voor Nederland –15 in een vriendschappelijke wedstrijd tegen Servië –15 (1 – 1).
| Interlands van Kees de Boer | Interlands van Kees de Boer | Interlands van Kees de Boer | Interlands van Kees de Boer | Interlands van Kees de Boer | Interlands van Kees de Boer |
| №                           | Datum                       | Wedstrijd                   | Uitslag                     | Soort Wedstrijd             | Doelpunten                  |
| Als speler bij Ajax         | Als speler bij Ajax         | Als speler bij Ajax         | Als speler bij Ajax         | Als speler bij Ajax         | Als speler bij Ajax         |
| --------------------------- | --------------------------- | --------------------------- | --------------------------- | --------------------------- | --------------------------- |
| 1.                          | 10 februari 2015            | Nederland – Servië          | 1 – 1                       | Vriendschappelijk           | 0                           |
| 2.                          | 12 februari 2015            | Nederland – Oostenrijk      | 2 – 1                       | Vriendschappelijk           | 0                           |